# 唐仁廉
唐仁廉（？—1895年），湖南永州府东安县人，清朝軍事將領。
唐仁廉隶湘军杨岳斌部，后领仁字营。咸丰十年（1860年）改隶霆军。先后跟随杨岳斌、彭玉麐与太平军战于江西、皖南各地。再随李鸿章镇压捻军，转战河南、湖北、陕西、直隶、山东诸省，立一等军功，赐号“壮勇巴图鲁”，历官游击至记名提督。同治十三年（1874年）任直隶通永镇总兵。光绪十年（1884年）升广东水师提督，光绪十年三月十九（1884年4月14日），由直隶通永镇总兵调代廣西提督，仍留原任。光绪十一年五月二十九（1885年7月11日），调任广东陆路提督。后加尚书衔。中日甲午战争时，募军二十营出关北上守辽阳，未及参战即成和议。光绪二十一年（1895年）卒。

## 延伸阅读
[在维基数据编辑]
 《清史稿·卷409》，出自趙爾巽《清史稿》